# Chupacabra – mroczne otchłanie
Chupacabra – mroczne otchłanie (ang. Chupacabra: Dark Seas) – amerykański horror z 2005 roku w reżyserii Johna Shepphirda. Wyprodukowany Sony Pictures Home Entertainment i Regent Worldwide Sales.

## Fabuła
Doktor Peña chwyta chupacabrę – tajemnicze stworzenie, które bardzo szybko się porusza i wysysa ze swoich ofiar całą krew. Naukowiec przemyca ją na pokład luksusowego statku, którym dowodzi kapitan Randolph (John Rhys-Davies). Zwierzę wydostaje się z klatki i rozpoczyna polowanie.

## Obsada
- John Rhys-Davies jako kapitan Randolph
- Dylan Neal jako Lance Thompson
- Chelan Simmons jako Jenny Randolph
- Giancarlo Esposito jako doktor Peña
- Paula Shaw jako Millie Hartman
- David Millbern jako Rick McGraw
- Luke Darnell jako Ensign Peters
- Mark Viniello jako Chupacabra